# Soia (alimento)

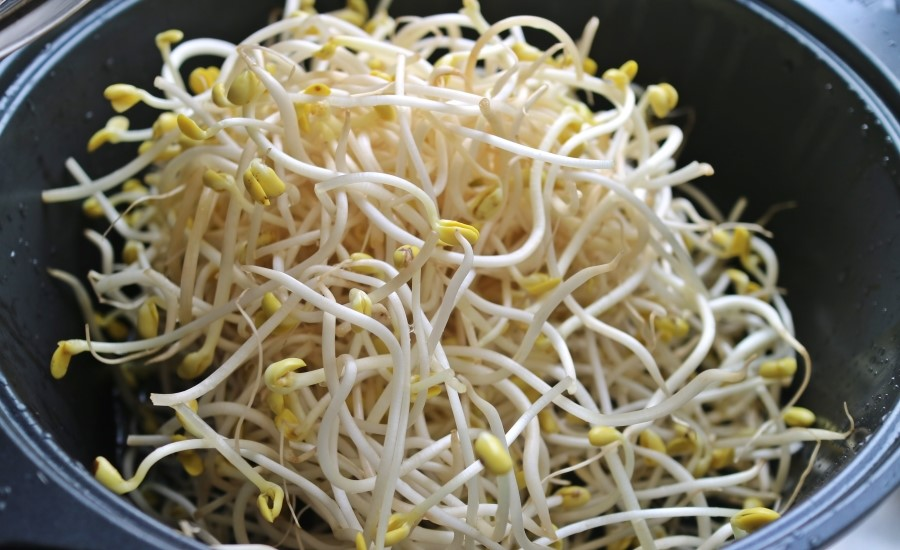
Germogli di soia.

La soia è un legume (scientificamente Glycine max) che viene largamente usato per l'alimentazione dell'uomo e degli animali da allevamento. Ad oggi è uno dei prodotti alimentari più coltivati nel mondo. La produzione mondiale si attesta attualmente a circa 353 milioni di tonnellate (dati 2017, fonte: FAO ).
Una parte importante della produzione mondiale della soia è destinata all'alimentazione degli animali d'allevamento sotto forma di farine o panelli. Una parte è usata anche come fertilizzante, nonché per usi industriali (cosmetici ecc.)
Questa voce tratta esclusivamente dell'uso della soia nell'alimentazione umana.

## Parti usate e modalità d'uso
Normalmente, per l'alimentazione umana si usano i semi.

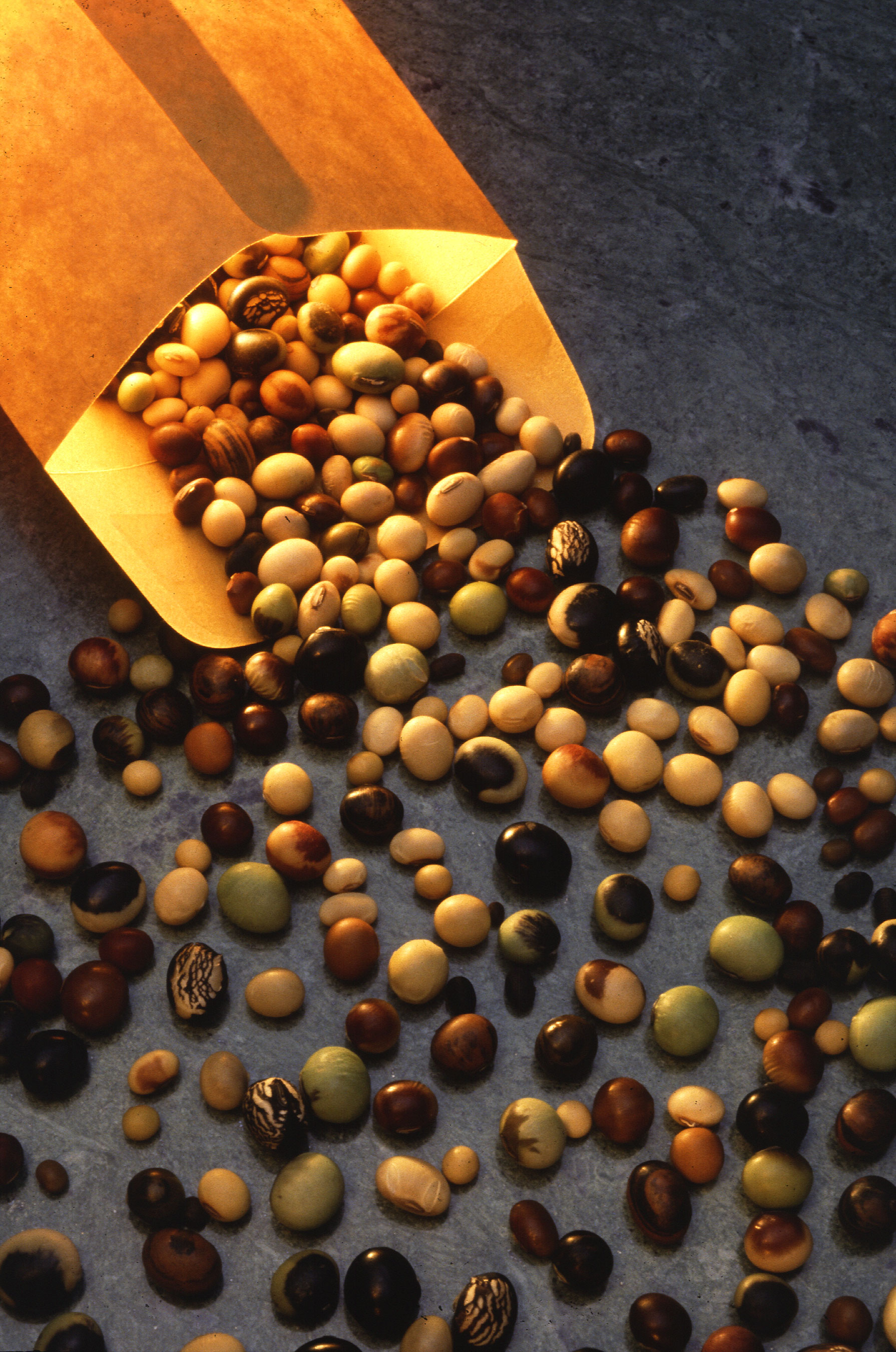
Semi di soia di diverse varietà.

I semi possono essere consumati interi (spesso fermentati) oppure macinati. Secondo i dati raccolti da Lester Brown, nel 2005, su 200 milioni di tonnellate di soia prodotti nel mondo intero, 15 milioni sono stati consumati interi, senza macinatura.
Dai semi si estrae anche l'olio (olio di soia).
Anche i germogli di soia sono commestibili. Comunemente, peraltro, sotto il nome di "germogli di soia" (o "germogli di soia verde") vengono proposti i germogli di fagioli mungo (Vigna radiata) di 3-5 giorni.
Bisogna ricordare infine che l'industria alimentare moderna fa largo uso della lecitina estratta dalla soia come agente emulsionante (E322).

## Diffusione
La coltivazione e l'uso della soia in Cina risalgono ad oltre 3000 anni fa. Secondo una leggenda, già al tempo dell'imperatore Shennong, nel 2800 a.C. circa, era considerata una delle cinque colture principali; molti studiosi, però, contestano una data così antica . La teoria più accreditata è che la coltivazione della soia sia iniziata nella Cina nord-occidentale solo nell'XI secolo a.C.  o al più presto nel XVII secolo a.C. .
Dalla Cina la soia passò alla Corea e poi al Giappone, nonché, verso sud, all'Indocina, alle Filippine e marginalmente alla regione himalaiana. In India, invece, rimase pressoché sconosciuta fino all'era moderna .
Parallelamente all'espansione geografica, s'è accresciuta anche la diversificazione nei prodotti ottenuti dalla soia: ad esempio, il latte di soia e il tofu sono documentati dal III secolo d.C. (tombe DaHuTing, Henan, Cina).
Fuori dell'Asia, la coltivazione della soia è documentata solo a partire dall'Ottocento.
Oggi, i massimi produttori di soia sono, nell'ordine, gli Stati Uniti d'America, il Brasile e l'Argentina, che precedono la Cina e l'India e producono in tre circa l'80% della produzione mondiale (dati 2009, fonte: FAO ). La soia coltivata in Occidente resta però destinata principalmente all'alimentazione degli animali o all'esportazione verso l'Asia (oltre agli usi industriali). L'uso della soia nelle cucine non asiatiche (e anche in quelle del Medio Oriente e dell'Asia Centrale) è rimasto del tutto marginale.

## Prodotti alimentari

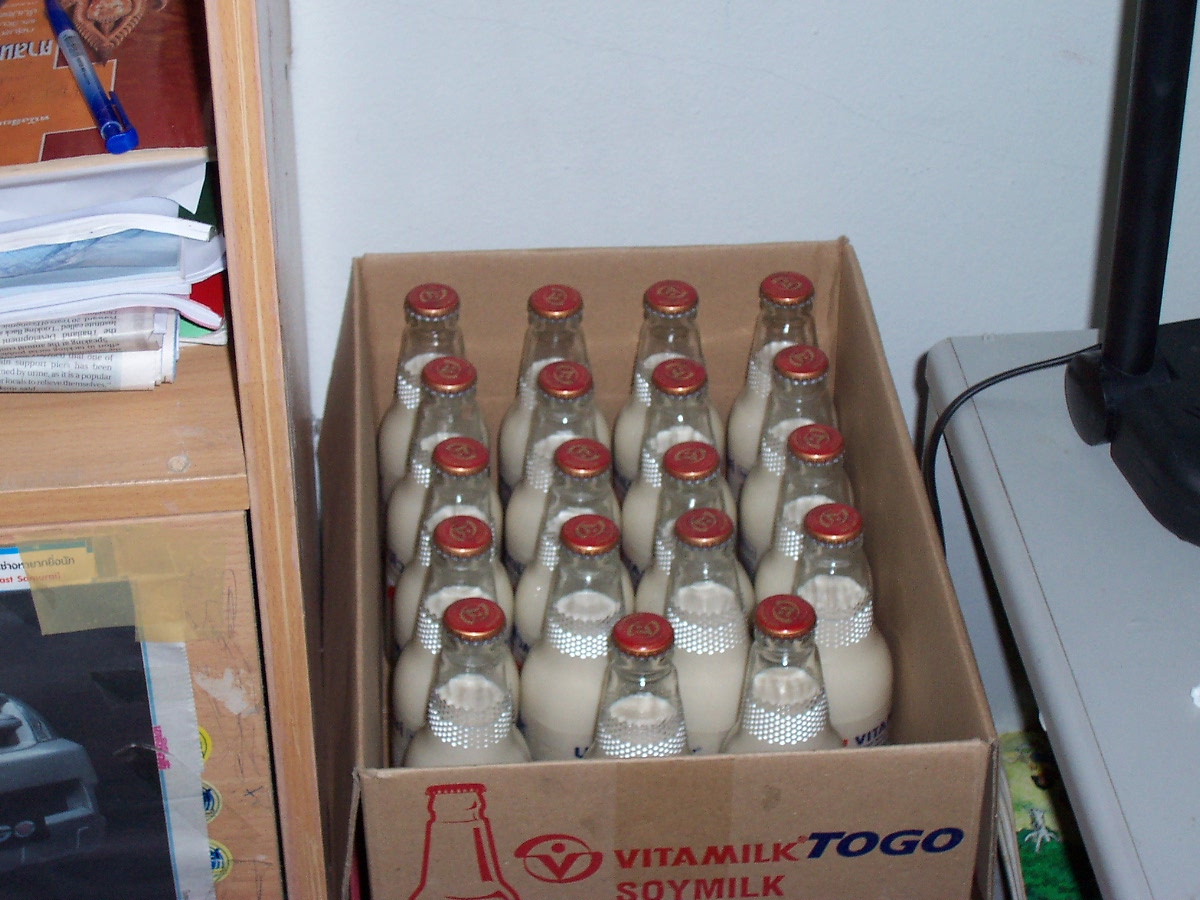
Cartone di bottiglie di latte di soia.

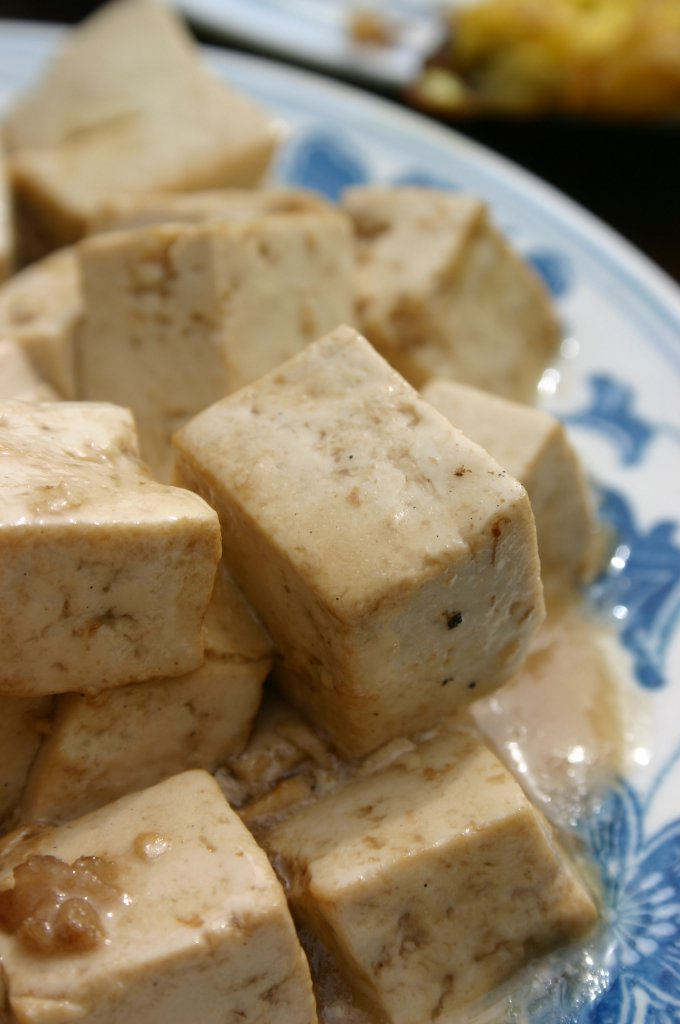
Tofu cinese.

La soia nell'alimentazione umana è utilizzata soprattutto in Cina e in Giappone sotto molte forme:
- la farina di soia è ricca di proteine e povera di glucidi. È spesso mescolata con altre farine.
- il latte di soia che è una bevanda ricca di proteine, povera di lipidi e di calcio e senza colesterolo
- l'olio di soia è un eccellente olio alimentare, contenente una proporzione assai equilibrata d'acidi grassi omega-6 e omega-3 ossia 6,7 [7].[8] Gli acidi grassi insaturi sono relativamente sensibili alla temperatura e possono generare delle catene policicliche (Benzopirene) potenzialmente cancerogene alla temperatura delle fritture per uso culinario, uso che deve pertanto essere evitato. La sua media è la seguente:
  - acidi grassi saturi 16%
  - acidi grassi monoinsaturi (omega-9) 24%
  - acido linoleico (omega-6) 53%
  - acido α-linoleico (omega-3): 7%
- il tofu o "formaggio di soia" è prodotto a partire dal latte di soia, che, una volta cagliato, diventa appunto una sorta di formaggio che può essere usato tenero, sodo o fritto
- il tempeh è prodotto a partire dai semi fermentati e ha una consistenza più "soda" del tofu
- il nattō è anch'esso prodotto a partire dai semi fermentati con una consistenza gelatinosa
- il miso è prodotto a partire da una pasta di soia fermentata e può essere utilizzata nelle zuppe, nelle salse e come aromatizzatore.
- la salsa di soia (o shōyu) è una salsa prodotta a partire dai semi di soia fermentati e da un cereale torrefatto fermentato e invecchiato, ma con un gusto più dolce del tamari
- il tamari è una salsa di soia fermentata, senza grano, dà un gusto più pronunciato di quello del shōyu
- le edamame sono delle fave di soia verdi, immature bollite o cotte al vapore.
- il meju è un blocco di soia fermentata utilizzato per la preparazione di diversi condimenti nella cucina coreana.
- la polpa di soia è il prodotto che rimane dopo la filtrazione di tofu e latte di soia, utilizzato come ingrediente in diverse cucine.
- il germoglio di soia, ottenuto con la germinazione del seme, è un ingrediente nutriente e saporito noto per le sue proprietà dietetiche.[9]

L'interesse dietetico è d'essere una fonte proteica non carnea, con i vantaggi dei prodotti vegetali rispetto a quelli animali.
Nell'industria alimentare, ingredienti alimentari a base di soia sono utilizzati in molti prodotti:
- la lecitina di soia, un additivo alimentare (E322) come emulsionante, molto utilizzata nel cioccolato.
- la farina di soia, deoleata o meno.
- le proteine di soia modificate, che possono sostituire parzialmente o totalmente la carne.
- i concentrati di soia, prodotti più ricchi di proteine della farina (fino al 90%), utilizzati in particolare nei sostituti dei pasti e nei prodotti per l'infanzia.

## Allergie
La soia e i prodotti della soia sono considerati come degli allergeni alimentari elencati dalla Direttiva 2003/8913. Le bevande di soia possono sostituire i prodotti lattei nelle popolazioni che non ne consumano per intolleranza al lattosio, allergie alle proteine del latte di mucca o preferenze di gusto. Malgrado ciò, siccome la soia contiene anche degli allergeni, non può essere considerata come una panacea.
La soia è oggi riconosciuta come un allergene professionale nell'industria.
D'altronde, la soia conterrebbe delle tossine i cui pericoli per l'essere umano restano discussi..
Le principali proteine responsabili di allergie alla soia sono conosciute. Malgrado ciò, dei fattori come lo stress subito nella coltura e i processi industriali possono influenzare il suo potenziale allergene.

## Proteine di stoccaggio della soia
Nei semi delle leguminose, una quota importante delle proteine di stoccaggio corrisponde ad allergeni maggiori.
La sotto-unità α da 70 kD della β-conglycine è riconosciuta dal 25% dei pazienti sensibilizzati alla soia affetti da dermatite atopica. Dei lavori hanno suggerito l'esistenza di un determinante antigenico situato in un frammento non costituito da circa 50 residui di aminoacidi. In più, tale proteina è resistente alla digestione per liquido gastrico artificiale.
La glicinina (350 kD) rappresenta circa il 35% delle proteine contenute nella soia. È costituita da 6 sotto-unità; ognuna di esse renferme due catene peptidiche (una acida e una basica), legate da ponti di zolfo. I peptidi acidi sarebbero responsabili della maggior parte des fissazione d'IgE sulla glicinina.
La qualità d'allergene di alcune proteine aventi una massa molecolare compresa tra 14 e 78 kD è stata dimostrata. Tra esse, un tiolo che agisce sulla protease «Gly m Bd 30 K» (34 kD), così come un inibitore della tripsina della soia di tipo Kunitz «STKI» (21,5 kD). È stato suggerito che le Immunoglobuline E (IgE) degli individui allergici contemporaneamente alle arachidi ed alla soia si fisserebbero prioritariamente sulle proteine più grandi dal momento che, per quelle che reagiscono unicamente alla soia, le IgE mostrerebbero una grande affinità per le proteine di massa molecolare debole.

## Proteine difensive della soia
Alcune proteine vegetali, prodotte in condizioni particolari, presentano un potere allergenico. Recenti pubblicazioni [rif. necessario] mostrano anche la presenza di altri allergeni nella soia, come delle proteasi o degli inibitori della tripsina.
Gli stress biotici sono numerosi e hanno per origine i virus, gli organismi phytophages e gli agenti patogeni. Per affrontarli, le piante pongono in essere un sistema di difesa che fa intervenire una catena di reazioni. Le proteine difensive vegetali prodotte fanno da baluardo contro gli agenti nocivi. Nel caso della soia, si tratta di inibitori de proteasi. In effetti, gli agenti nocivi secernono delle proteasi, e, in risposta, si stabilisce uno stress ossidativo, che porta a trasferimenti di segnali chimici, in particolare con l'intermediazione dell'etilene. La diffusione d'etilene nella pianta permette di acquisire una resistenza globale agli agenti nocivi attraverso la secrezione delle proteine di difesa spesso allergeni. Per quanto riguarda la soia, è stato mostrato [rif. necessario] che la secrezione di proteina PR–10 SAM22 della famiglia «bet v1-like», è la risposta ad un attacco di un nematode. Le «bet v1-like» sono conosciute per il loro forte carattere allergenico, responsabile in particolare della sensibilità al polline di betulla. Ciò implica allora il potenziale allergenico della proteina SAM22. La soia secerne anche degli inibitori di proteasi seriniche (STKI) per difendersi dalle larve d'insetto. La notevole stabilità de STKI alle alte temperature e ai pH acidi è certamente implicata [rif. necessario] nella sua qualità di allergene alimentare.
La siccità, il freddo e gli eccessi salini sono degli stress abiotici che impongono alle piante dei cambiamenti metabolici globali. Ad esempio: l'induzione di fosfatasi acide «purpuree» (purple acid phosphatases, PAP) dagli stress da salinità elevata presso la soia. I PAP si trovano comunemente nelle piante come la soia. Malgrado ciò, le loro proprietà non sono ancora ben comprese. Uno studio mostra l'espressione di un nuovo gene GmPAP3 sarebbe indotto dallo stress osmotico. Lo stress dovuto al sale provoca la trascrizione di vari geni, sia per le varietà selvatiche (Glycine soja), che per le varietà coltivate (Glycine max). La sintesi delle proteine PAP così indotta porta a uno stress ossidativo (con formazione di H2O2). In risposta a tale stress, la soia produce delle proteine allergene come le proteasi cisteiniche (Gly m Bd 30K).

## Isoflavoni
La soia è ricca di isoflavoni che sono dei fito-estrogeni e che possono influire sulla salute umana. Sono stati condotti numerosi studi che concludono sia con effetti positivi degli isoflavoni, sia negativi.
Per gli effetti positivi, una alimentazione ricca di isoflavoni di soia potrebbe ridurre di circa la metà l'incidenza delle vampe di calore nelle donne in menopausa. Gli isoflavoni di soia potrebbero anche evitare un aumento di peso eccessivo riducendo l'accumulo del grasso nella fascia addominale dopo la menopausa.
Per gli effetti negativi, un eccesso di soia non fermentata nell'alimentazione nuocerebbe alla qualità e alla quantità dello sperma nell'uomo.
In caso di consumo eccessivo di soia, i fito-estrogeni potrebbero interferire con il meccanismo di lattazione femminile, diminuendo la quantità di latte prodotto. Di conseguenza ne viene sconsigliato un consumo eccessivo.
Secondo un rapporto emesso dal 2005 dall'AFSSA, studi animali suggeriscono che l'esposizione ai fitoestrogeni possano favorire la proliferazione e la crescita dei tumori nelle donne in menopausa con antecedenti di cancro al seno. Al contrario, il consumo di soia nelle donne ammalate di cancro sembrano presentare un tasso di sopravvivenza maggiore.
Benché gli studi disponibili confermino la non tossicità di questi isoflavoni, l'AFSSA suggerisce di limitarne l'apporto giornaliero a 1 mg/kg di peso corporeo.
Uno studio multicentro pubblicato nel febbraio 2010 qualifica l'efficacia degli isoflavoni di soia sulla demineralizzazione lombare e del collo del femore nella donna in meno come "molto debole". In altro studio mostra la correlazione tra il consumo di tofu ed una memoria indebolita.

## Soia e malattie cardiovascolari
Nel 1999, la FDA ha accettato un'affermazione collegante il consumo di proteine di soia e la riduzione del rischio di malattie cardiovascolari, successivamente messa in dubbio. Sembra tuttavia dimostrato l'effetto delle proteine della soia sulla diminuzione del tasso di colesterolo totale e di quello LDL.

## Alimentazione infantile
Nel luglio 2005, l'agenzia francese di sicurezza sanitaria degli alimenti (AFSSA) ha pubblicato un avviso sull'uso di preparazioni a base di soia prima dei tre anni, come precauzione contro il tasso elevato di isoflavoni. In altri paesi, non esiste una prevenzione del genere, non avendo la ricerca fornito elementi a favore di questa affermazione.
Il latte di soia non costituisce necessariamente una risposta ideale ai problemi posti dagli infanti allergici alle proteine del latte, coincidendo tra il 15 e il 60% dei casi con l'allergia alle proteine di soia. Tuttavia, l'alimentazione di bambini molto piccoli con un prodotto contenenti numerose proteine allergeniche non può essere consigliata. L'OMS raccomanda l'allattamento materno per tutti i bambini al di sotto dei sei mesi.

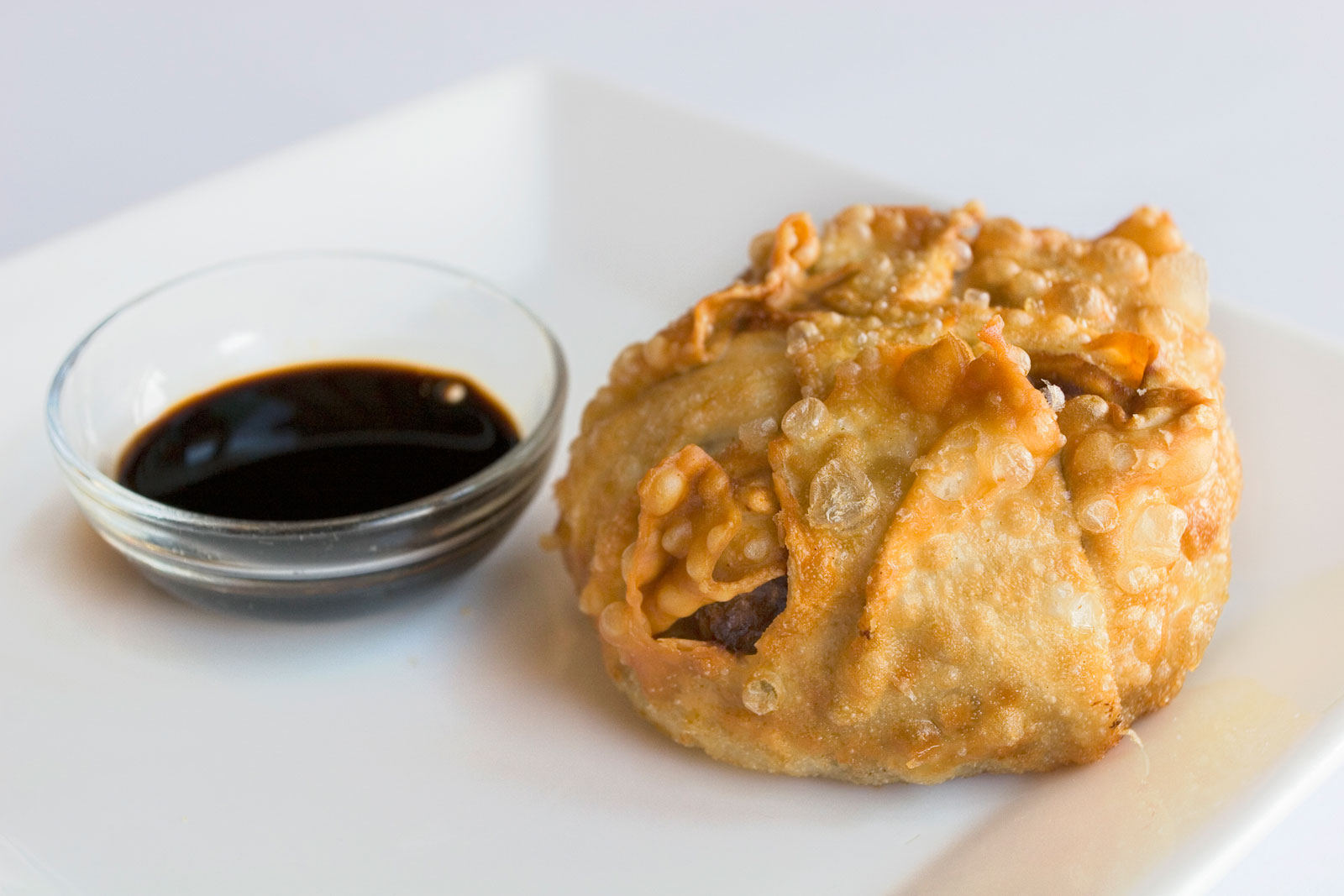
Tipica presentazione della salsa di soia in un ristorante orientale (in questo caso accanto a un dim sum).